# The Bourne Conspiracy
The Bourne Conspiracy (Robert Ludlum's The Bourne Conspiracy) è un videogioco di tipo sparatutto in terza persona uscito in Unione europea il 27 giugno 2008.

## Trama
Jason Bourne è un ex agente segreto della CIA, che viene recuperato da un peschereccio italiano nel Mediterraneo e si ritrova affetto da amnesia, ma abile specialmente nell'uso delle armi da fuoco e nei combattimenti corpo a corpo.
L'ex agente segreto è braccato dai suoi ex colleghi di Langley, che hanno ordito un complotto ai suoi danni, e deve, come prima missione dopo il suo risveglio, uccidere un dittatore africano, Nykwana Wombosi.
Wombosi sa troppo su Treadstone, l'organizzazione "black ops" dei servizi segreti, per cui Bourne lavora, e potrebbe quindi rivelare dettagli dei quali è a conoscenza.
Dopo aver affrontato in scontri a fuoco e combattimenti fisici tutti i sicari e le guardie del corpo di Wombosi, Jason si ritrova faccia a faccia con il dittatore, ma non riesce a eliminarlo, in quanto sono presenti i suoi figli, e viene ferito dal criminale. Allora esce dalla stanza, e, camminando all'indietro nella barca, cade in mare.
Da questo momento Jason Bourne continua ad affrontare i suoi nemici, ex colleghi inclusi, e intraprende una storia d'amore con Marie, una ragazza che aveva incontrato all'ambasciata americana, dove i marines statunitensi lo circondavano.
Infine, Bourne sfida il suo ex capo, Conklin, che lo informava delle missioni che doveva compiere e di quali erano i nemici da sfidare o da uccidere, e tutti i suoi scagnozzi, in un'adrenalinica e drammatica sequenza d'azione.